# Shanir Ezra Blumenkranz
Shanir Ezra Blumenkranz (* 1975 Brooklyn) je americký kontrabasista, baskytarista a hráč na úd. Studoval na Manhattanské škole hudby, později pokračoval ve studiu hudby v Izraeli a nakonec na Berklee College of Music v Bostonu. Je dlouholetým spolupracovníkem skladatele Johna Zorna, hrál například na jeho albech Voices in the Wilderness (2003) a In Search of the Miraculous (2010). V roce 2012 vydal album Zornových skladeb nazvané Abraxas (jde o součást Zornovy série Book of Angels). Dále hrál na albech Arama Bajakiana (včetně kapely Dálava), Cyra Baptisty, Jamieho Safta a Jona Madofa.

## Diskografie
- Satlah (Danny Zamir, 2000)
- Republic (Lemon Juice Quartet, 2001)
- Exodus (Danny Zamir, 2001)
- Peasant Songs: The Music of Erik Satie and Bela Bartok (Lemon Juice Quartet, 2002)
- Children of Israel (Danny Zamir, 2002)
- Voices in the Wilderness (John Zorn, 2003)
- The Unknown Masada (John Zorn, 2003)
- Rashanim (Jon Madof, 2003)
- Chinatown (Carter, Blumenkranz a Zubek, 2003)
- Anthony Braxton Sonny Simmons Brandon Evans Andre Vida Mike Pride Shanir Blumenkranz (2003)
- Queen's Dominion (Basya Schechter, 2004)
- Climbing the Banyan Tree (Ravish Momin's Trio Tarana, 2004)
- Filmworks XV: Protocols of Zion (John Zorn, 2005)
- Masada Rock (John Zorn, 2005)
- Edom (Eyal Maoz, 2005)
- Unbroken (Louie Belogenis, Shanir Ezra Blumenkranz a Kenny Wollesen, 2005)
- Filmworks XVI: Workingman's Death (John Zorn, 2005)
- Filmworks XVII: Notes on Marie Menken / Ray Bandar: A Life with Skulls (John Zorn, 2006)
- Shalosh (Rashanim, 2006)
- Five Nights (Trio Tarana, 2006)
- Haran (Pharaoh's Daughter, 2007)
- Pitom (Yoshie Fruchter, 2008)
- Filmworks XXI: Belle de Nature and the New Rijksmuseum (John Zorn, 2008)
- Dream Garden (Adam Rudolph's Moving Pictures, 2008)
- Banquet of the Spirits (Cyro Baptista, 2008)
- Hope and Destruction (Eyal Maoz, 2009)
- Christina Courtin (Christina Courtin, 2009)
- Infinito (Cyro Baptista, 2009)
- The Gathering (Rashanim, 2009)
- In Search of the Miraculous (John Zorn, 2010)
- A Bag of Shells (Jamie Saft, 2010)
- Kef (Aram Bajakian, 2011)
- Pitom (Blasphemy and Other Serious Crimes, 2011)
- Caym: Book of Angels Volume 17 (John Zorn, 2011)
- Songs of Wonder (Basya Schechter, 2011)
- Mount Analogue (John Zorn, 2012)
- Abraxas: Book of Angels Volume 19 (John Zorn, 2012)
- Mumpbeak (Mumpbeak, 2013)
- Zion80 (Jon Madof, 2013)
- Penguin (Haggai Cohen Milo, 2014)
- Dálava (Dálava, 2014)
- Cantorial Recordings Reimagined (Schizophonia, 2014)
- Psychomagia (John Zorn, 2014)
- Adramelech: Book of Angels Volume 22 (John Zorn, 2014)
- The Clocks Have Gone Mad (Brian Marsella's Imaginarium, 2014)
- Insaniya (Yemen Blues, 2015)
- + (MazzSacre, 2015)
- Blivet (Blivet, 2015)
- Butterfly Killer (Magnet Animals, 2016)
- Psychmonde (A Love Electric, 2016)
- Magnetic (Gaudi, 2017)
- The Interpretation of Dreams (John Zorn, 2017)
- Malkhut (Secret Chiefs 3, 2019)
- Yesod: The Book Beri'ah Vol 9 (John Zorn, 2019)
- Gevurah (Abraxas, 2019)
- Shelter in Space (Gyan Riley, 2020)